# Stile Federale
Lo Stile Federale (Federal Style in inglese) è il nome dato all'architettura classicheggiante apparsa negli Stati Uniti tra il 1780 ed il 1830 circa, ed in particolare tra il 1785 ed il 1815. Questo stile doveva il proprio nome al Periodo federale. Il nome di Stile Federale è inoltre utilizzato in associazione al design per mobili negli Stati Uniti nel medesimo periodo. Lo stile pressappoco corrisponde al neoclassicismo ed allo stile Biedermeier germanico, ed allo Stile regency in Gran Bretagna oltre allo Stile impero in Francia.

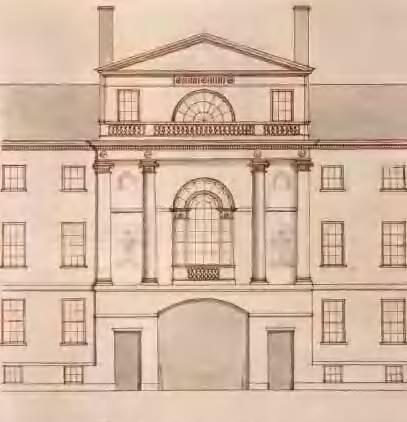
.

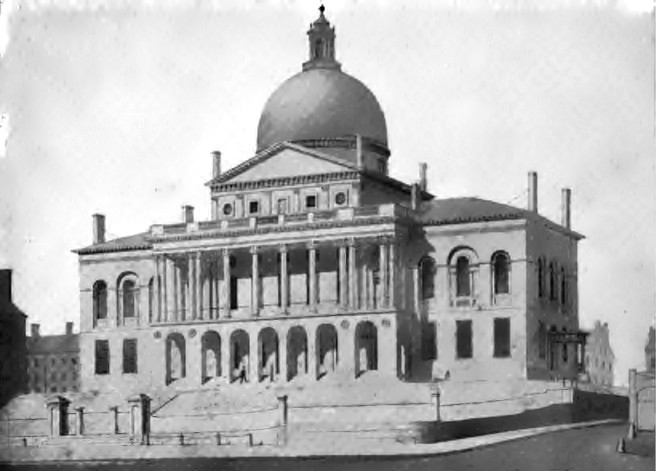
La Massachusetts State House (1798, in un disegno di Alexander Jackson Davis, 1827

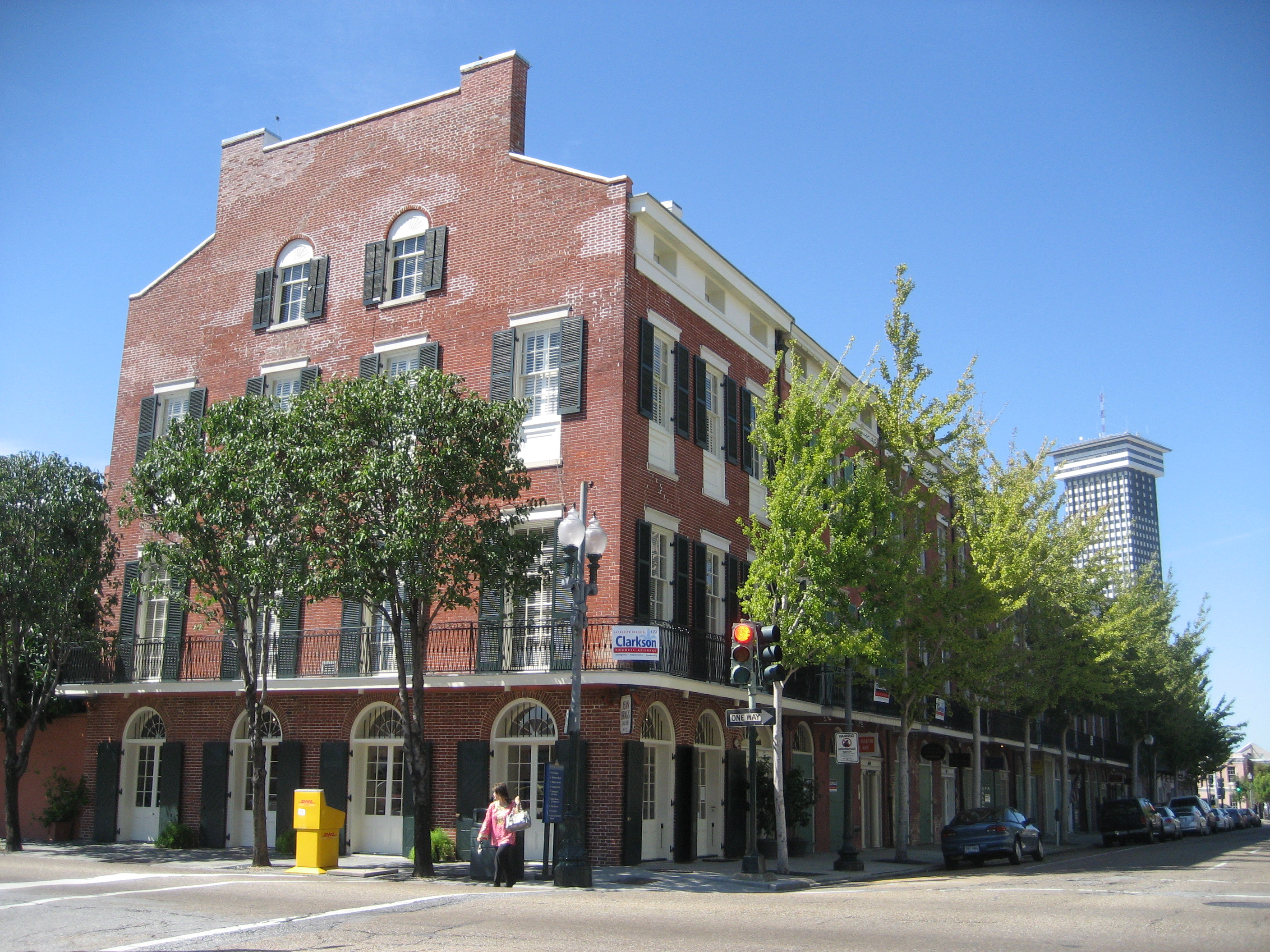
"Julia Row", New Orleans, 1830 circa: tipico esempio di case in stile Federale con spazi commerciali al piano terra e finestre arcate

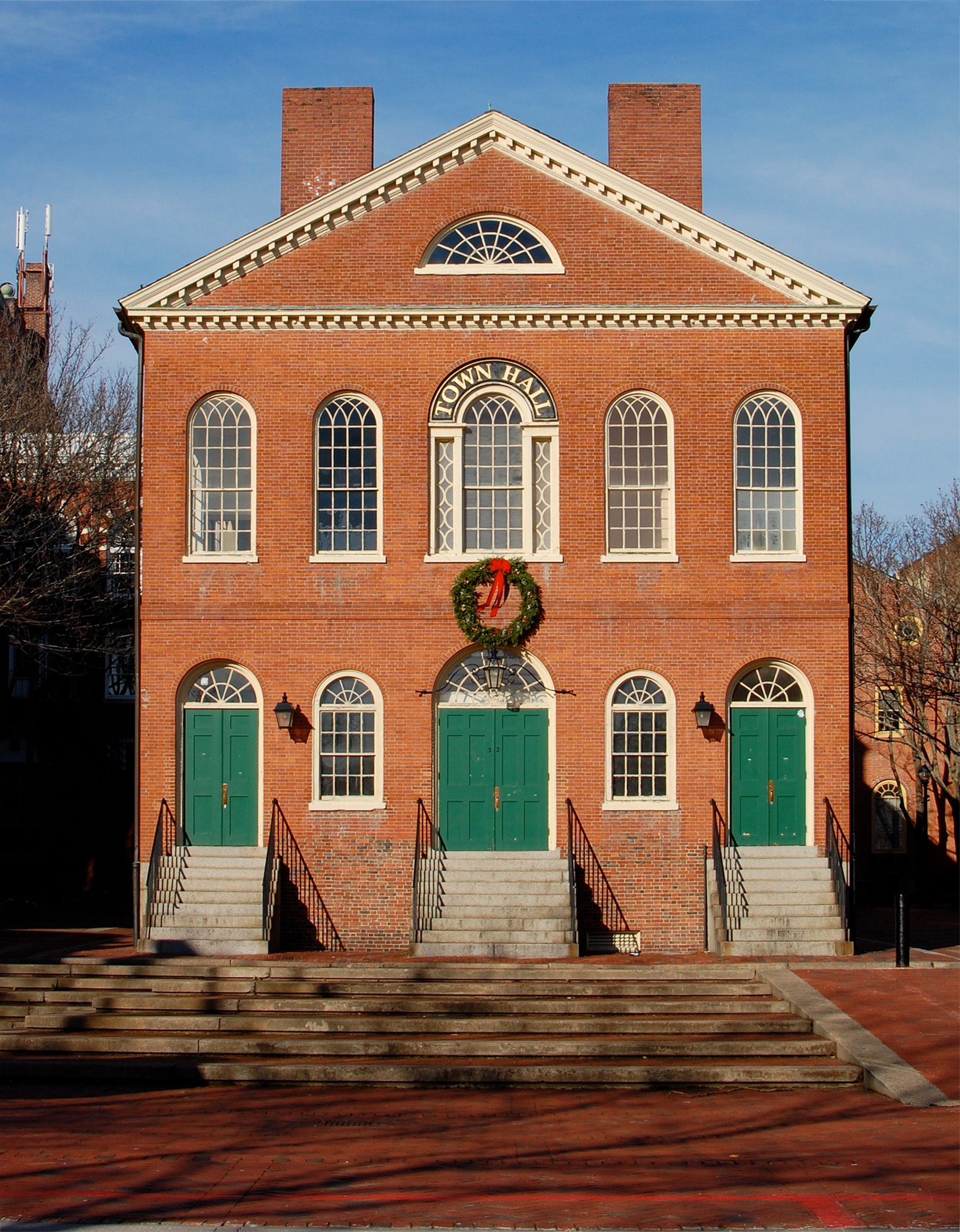
Old Town Hall a Salem, Massachusetts (1816-17).

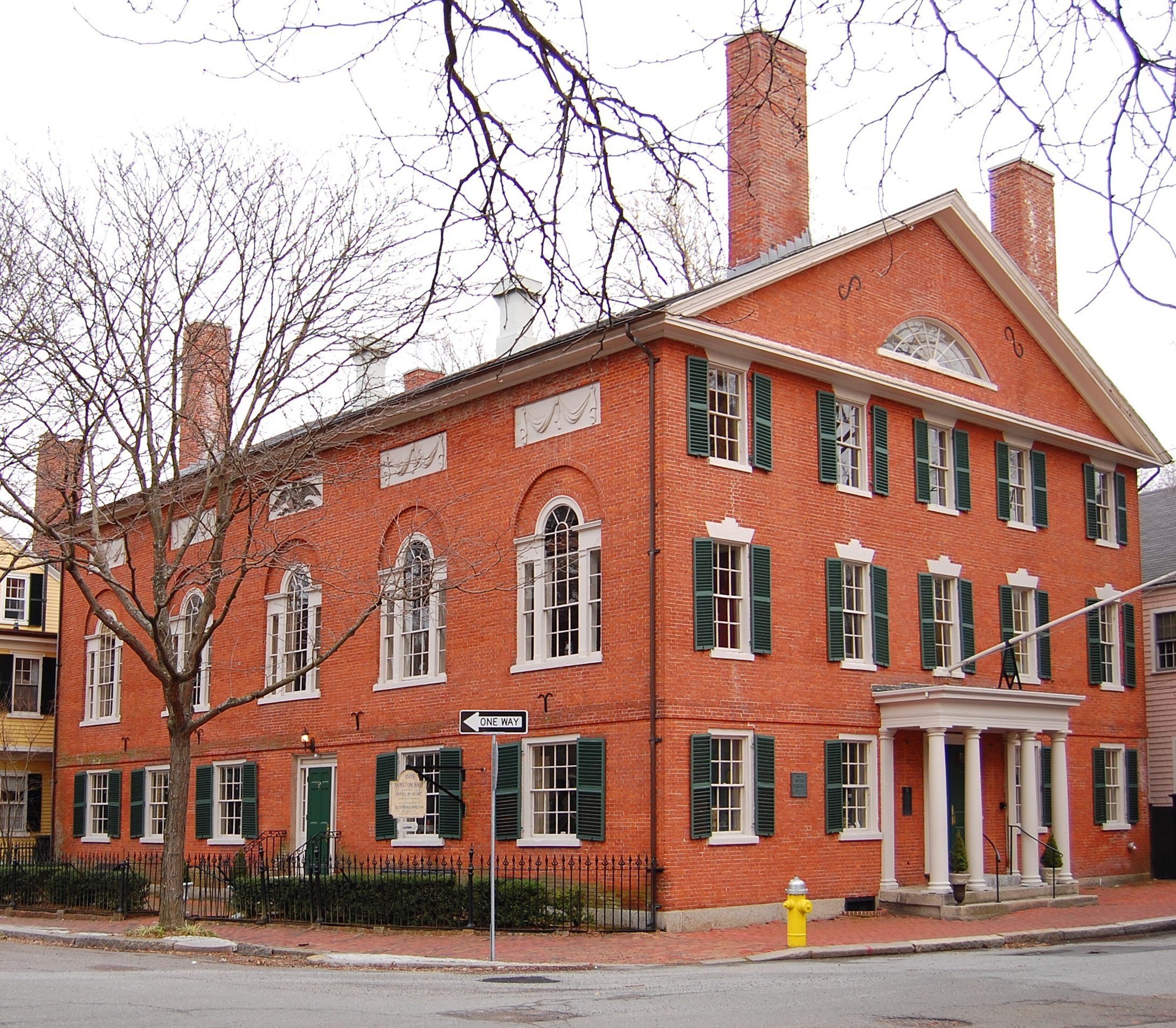
Hamilton Hall costruita nel 1805 su progetto di Samuel McIntire a Salem, nel Massachusetts.

Durante i primi anni della repubblica negli Stati Uniti, la nuova generazione scelse di associare il concetto di nazione alle antiche democrazie greche ed ai valori repubblicani dell'antica Roma. Sebbene queste aspirazioni culminarono poi con uno Stile neoclassico che negli Stati Uniti perdurò sino alla metà dell'Ottocento, venne a svilupparsi lo stile Federale che appariva completamente diverso da quest'ultimo dal momento che esso seppe bilanciare la visione simmetrica dello Stile georgiano praticato nelle colonie britanniche americane con i nuovi motivi dell'architettura neoclassica. Esso venne largamente supportato da Robert Adam che per primo ne pubblicò i disegni in nuovo stile nel 1792.

## Caratteristiche
Lo stile architettonico Federale americano usa superfici piane nei progetti con dettagli attenuati, spesso con fregi, pannelli e tavole isolate. Le facciate raramente utilizzano pilastri o colonne come in precedenza in quanto esso appare più che altro ispirato all'architettura romana antica di Pompei e di Ercolano. L'aquila americana fu un simbolo comune di questo stile, assieme all'ellisse che risultò uno dei motivi comuni di questa architettura.
Questa architettura, che per la prima volta rifletteva il vero spirito del governo indipendente americano, puntò molto anche su edifici di pubblica utilità come porti, fari portuali, ospedali e si dedicò alla razionalizzazione degli spazi urbani come nel caso de L'Enfant di Washington ed il Commissioners' Plan of 1811 di New York.
Tra i principali architetti di questo movimento si ricordano Charles Bulfinch, progettista della Massachusetts State House di Boston, e del Minard Lafever. Due fratelli, Robert Adam e James Adam, influenzarono altrettanto pesantemente questo stile.